# Марийски език
Марийският език е един от угро-финските езици. Говори се от марийците, предимно в Република Марий Ел и Башкортостан. Старото му название е „черемиски език“.
Принадлежи към финската подгрупа (заедно с прибалтийско-финските, мордовските, удмуртския език и езиците саами и коми). Освен в Република Марий Ел е разпространен също покрай р. Вятка чак до Урал. В марийския език има две наречия: луговомарийско, разпространено по р. Волга (около Козмодемянск) и горномарийско около град Йошкар-Ола.

## История
Историята на марийския език е сравнително малко изучена. Известно е, че се е оформил като марийски език в Поволожието, по на запад от съвременното си разпространение. Заемките в марийския дават донякъде сведения за хронологичното му развитие. Например преходът на [с] в [ш] е започнал не по-рано от 13 век, вероятно под татарско влияние.
Първите изследвания на марийския език датират от началото на 18 век. Първата граматика е „Черемисская грамматика“, издадена в Казан през 1837 (без автор).
През 1872 година е основана Казанската учителска семинария, една от чиито задачи е обучението на представители на волжките народи, в това число и на марийците. Това дава силен тласък на национално възраждане, създават се марийски училища, печатат се книги на марийски език.
През 20-те години на 20 век се създават две литературни норми: луговомарийски език и горномарийски език. По времето на Сталин практически цялата национална интелигенция бива унищожена. Постепенно марийците стават малцинство в собствената си република и под политически натиск марийският език се измества от руския.
С изследвания на марийския език се занимават руски, финландски и унгарски езиковеди. По времето на СССР с изследвания на марийския език се занимават основно марийски учени. Марийският език не е достатъчно изучен.

## Граматика
Марийският език е аглутинативен език. Както в повечето угро-фински езици и в марийския е налице силно развито склонение на имената (много падежи, две числа, седем рода – един безпритежателен и шест притежателни, а именно „мой“, „твой“, „негов“, „наш“, „ваш“, „техен“) и сравнително слабо развито спрежение.
В синтаксиса отсъстват съгласуване, освен съгласуване на глагола със съществителното по лице и число, и употреба на отрицателен глагол, при който главният глагол се замества от особени отглаголни спомагателни форми.
Пример за склонение на думата книга (заета от руски):
- именителен книга
- родителен книган
- дателен книгалан
- винителен книгам
- местен книгала (в книгата)
- компаратив книгаге
- комитатитив книгаште (с книгата)
- илатив книгашке (към книгата)
- латив книгаш

Притежанието се изразява чрез окончания:
- книгам – книгамвлак (моя книга/мои книги)
- книгат – книгатвлак (твоя книга/твои книги)
- книгаже – книгажевлак (негова/нейна книга/негови/нейни книги)
- книгана – книганавлак (наша книга/наши книги)
- книгада – книгадавлак (ваша книга/ваши книги)
- книгашт – книгаштвлак (тяхна книга/техни книги)

## Речников състав
В речниковия състав на марийския език са установени много наслоявания. От времето преди н.е. са заемките от индоевропейските езици от Балканския полуостров и югоизточна Европа. Има много заемки от езика на волжките българи, което се обяснява с продължителни контакти на марийците с волжките българи.
От по-късен период са заемките от татарския и руския език. След създаването на СССР започва масово проникване на термини от международната лексика.

## Фонетика
Марийският език използва руския вариант на кирилицата, като има добавени букви с диакритични знаци: гласни звукове [а], [о], [у], [ä], [ö], [ÿ], [э], [e], [и], [ы], [ӹ]; съгласни звукове [б], [в], [г], [д], [ж], [з], [к], [л], [ль], [м], [н], [нь], [п], [р], [с], [т], [ц], [ч], [ш].
Във фонетично отношение марийският език е доста своеобразен, понеже и гласните, и съгласните се подчиняват на вокалната хармония. Ако някоя сричка съдържа [а], [о], [у] или [ы], то следващите срички може да съдържат освен [э] и [и] само [а], [о], [у] или [ы]; ако някоя сричка съдържа [ä], [ö], [ÿ] или [ӹ], то в следващите срички може да съдържат освен [э] и [и] само [ä], [ö], [ÿ] или [ӹ]. В срички, съдържащи [ä], [ö], [ÿ], [ӹ], [э] и [и], съгласните освен [ль] и [нь], които са винаги меки, звучат по-меко.